# Flora Duffy
Flora Duffy (Paget, 30 de setembro de 1987) é uma triatleta profissional das Bermudas.

## Carreira
Duffy ganhou o XTerra 2014, e nos Jogos Pan-Americanos de 2015, ganhou medalha de bronze, para Bermudas. Ela participou das Olimpíadas de 2008, 2012 e 2016. É conhecida por ter uma ótima parte de ciclismo.
Duffy conquistou o ouro no triatlo nos Jogos Olímpicos de 2020, sendo a primeira esportista do seu país a conseguir essa medalha.